# PGC 777275
LEDA/PGC 777275 ist eine Spiralgalaxie mit weit auseinander gezogenen Spiralarmen im Sternbild Steinbock auf der Ekliptik. Sie ist schätzungsweise 1,1 Milliarden Lichtjahre von der Milchstraße entfernt und hat eine Ausdehnung von etwa 305.000 Lichtjahren. Vom Sonnensystem aus entfernt sich das Objekt mit einer errechneten Radialgeschwindigkeit von näherungsweise 24.400 Kilometern pro Sekunde. Gemeinsam mit PGC 777273 bildet sie ein wechselwirkendes Galaxienpaar.
Im selben Himmelsareal befinden sich unter anderem die Galaxien IC 4999, IC 5005, PGC 64602, PGC 773470.